# Dyrektor zarządzający
Dyrektor zarządzający – członek organu zarządzającego (rada dwuczęściowa) spółki.